# Sasalak Haiprakhon
Sasalak Haiprakhon (en tailandés: ศศลักษณ์ ไหประโคน, Buriram, Tailandia, 8 de enero de 1996) es un futbolista de Tailandia que juega en las posiciones de lateral derecho y extremo. Desde 2017 juega con el Buriram United de la Liga de Tailandia.

## Carrera

### Club
| Periodo   | Club                              | Apariciones | Goles |
| --------- | --------------------------------- | ----------- | ----- |
| 2014–2017 | Bangkok United                    | 13          | 1     |
| 2017      | → Buriram United (cedido)         | 9           | 0     |
| 2017–     | Buriram United                    | 114         | 4     |
| 2021      | → Jeonbuk Hyundai Motors (cedido) | 2           | 0     |

### Racismo
Sasalak fue víctima de abuso racial por parte de tres jugadores del Ulsan Hyundai por redes sociales. Esto fue muy criticado por aficionados del Sureste de Asia. El 12 de junio de 2023 Park Yong-woo y Lee Kyu-seong llamaron a su compañero Lee Myung-jae 'Sasalak' o pro el color de piel de Lee.
El Ulsan Hyundai se disculpó por los comentarios racistas de sus jugadores vía Instagram y prometió a Sasalak que esto no volvería a pasar en el club. El 29 de junio de 2023 El Comité Disciplinario de la K League suspendió a los jugadores con un partido de castigo y al pago de una multa por 15 millones de wons.

### Selección nacional
Ha jugado con Tailandia desde la categoría sub-21. Con la selección mayor debutó en la Copa Suzuki AFF 2018 donde salió campeón y jugó en 23 ocasiones hasta su retiro de la selección nacional en 2023. Participó en la Copa Asiática 2019.

## Logros

### Club
- Thai League 1 (4): 2017, 2018, 2021–22, 2022–23
- Thai FA Cup (2): 2021–22, 2022–23
- Thai League Cup (2): 2021–22, 2022–23
- Thailand Champions Cup (1): 2019
- K League 1: 2021

### Selección nacional
- AFF Championship (1): 2022
- Sea Games: 2017
- Dubai Cup: 2017

### Individual
- Equipo Ideal de la AFF Championship: 2022